# 愛知県道390号出沢東上線
愛知県道390号出沢東上線（あいちけんどう390ごう すざわとうじょうせん）は、愛知県新城市から同県豊川市に至る元一般県道である。現在は旧愛知県道500号東上豊川線とともに、主要地方道たる愛知県道21号豊川新城線に統合されている（一部区間は新城市の市道に指定変更されている）。

## 概要

### 路線データ
- 起点：愛知県新城市出沢
- 終点：愛知県豊川市東上町

## 歴史
- 1994年（平成6年）4月1日：愛知県道21号豊川新城線に統合

## 地理

### 通過する自治体
- 愛知県
  - 新城市
  - 豊川市

### 接続する道路
- 国道257号
- 愛知県道438号布里新城線 重複区間

### 沿線・周辺
- 愛知県営新城総合公園
- 茶臼山公園